# Katholieke Kerk in Ethiopië

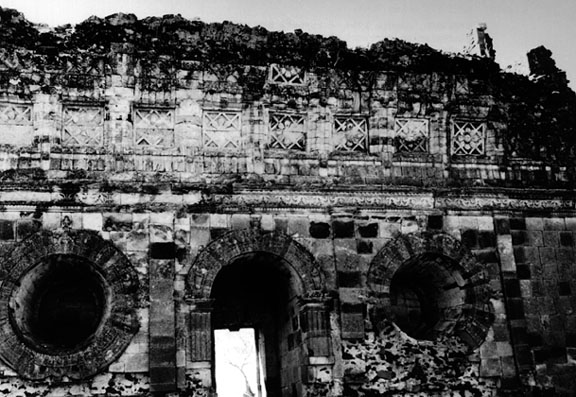
17e-eeuwse Portugese katholieke kerk aan het Tanameer

De Katholieke Kerk in Ethiopië is een onderdeel van de wereldwijde Rooms-Katholieke Kerk, onder het geestelijk leiderschap van de paus en de curie in Rome.
In 2005 waren ongeveer 494.000 (0,7%) van de 70.000.000 inwoners van Ethiopië lid van de Katholieke Kerk. In een census uit 2007 zagen 532.187 mensen zichzelf als Katholiek.
Veel katholieken in Ethiopië zijn lid van de Ethiopisch-Katholieke Kerk. Deze kerk volgt de Alexandrijnse ritus.
Ethiopië maakt samen met Eritrea deel uit van de kerkprovincie Addis Abeba. Ethiopië bestaat uit 11 bestuurlijke divisies, namelijk 1 metropolitaan aartsbisdom, 2 bisdommen en 8 apostolische vicariaten.
De bisschoppen zijn lid van de bisschoppenconferentie van Ethiopië en Eritrea. President van de bisschoppenconferentie is Berhaneyesus Demerew Souraphiel, Ethiopisch-katholiek aartsbisschop van Addis Abeba. Verder is men lid van de Association of Member Episcopal Conferences in Eastern Africa en de Symposium des Conférences Episcoaples d’Afrique et de Madagascar.
Apostolisch nuntius voor Ethiopië is aartsbisschop Brian Udaigwe.

## Geschiedenis
Eind 16e eeuw probeerden Portugese dominicanen en jezuïeten binnen de Koptisch-Orthodoxe Kerk in Ethiopië tevergeefs een unie met Rome te bewerkstelligen. Begin 17e eeuw werd het rooms-katholicisme korte tijd tot staatsgodsdienst verklaard nadat de jezuïeten erin geslaagd waren de negus Susenyos te dopen. Zijn opvolger was echter tegen een unie met Rome en katholieke priesters werd de toegang tot het land ontzegd.
Pas eind 19de eeuw liet negus Menelik II een katholieke missie weer toe. Deze had echter weinig succes. In 1961 benoemde paus Paulus VI een metropoliet in Addis Abeba.

## Bisdommen
Bisdommen binnen de Ethiopisch-Katholieke Kerk worden ook wel eparchie genoemd. Ethiopië bestaat uit 13 bestuurlijke divisies, namelijk 1 metropolitaan aartsbisdom (aartseparchie), 3 bisdommen, 8 apostolische vicariaten en 1 apostolische prefectuur. De apostolische vicariaten en prefectuur vallen net als het aartsbisdom direct onder de heilige stoel. De bisdommen zijn suffragaan aan het aartsbisdom.
- Aartseparchie Addis Abeba
  - Eparchie Adigrat
  - Eparchie Emdeber
  - Eparchie Bahir Dar-Dessie[3]
- Apostolisch vicariaat Awasa
- Apostolisch vicariaat Harar
- Apostolisch vicariaat Meki
- Apostolisch vicariaat Nekemte
- Apostolisch vicariaat Soddo
- Apostolisch vicariaat Hosanna
- Apostolisch vicariaat Gambella
- Apostolisch vicariaat Jimma–Bonga
- Apostolische prefectuur Robe

Ligging bisdommen binnen Ethiopië
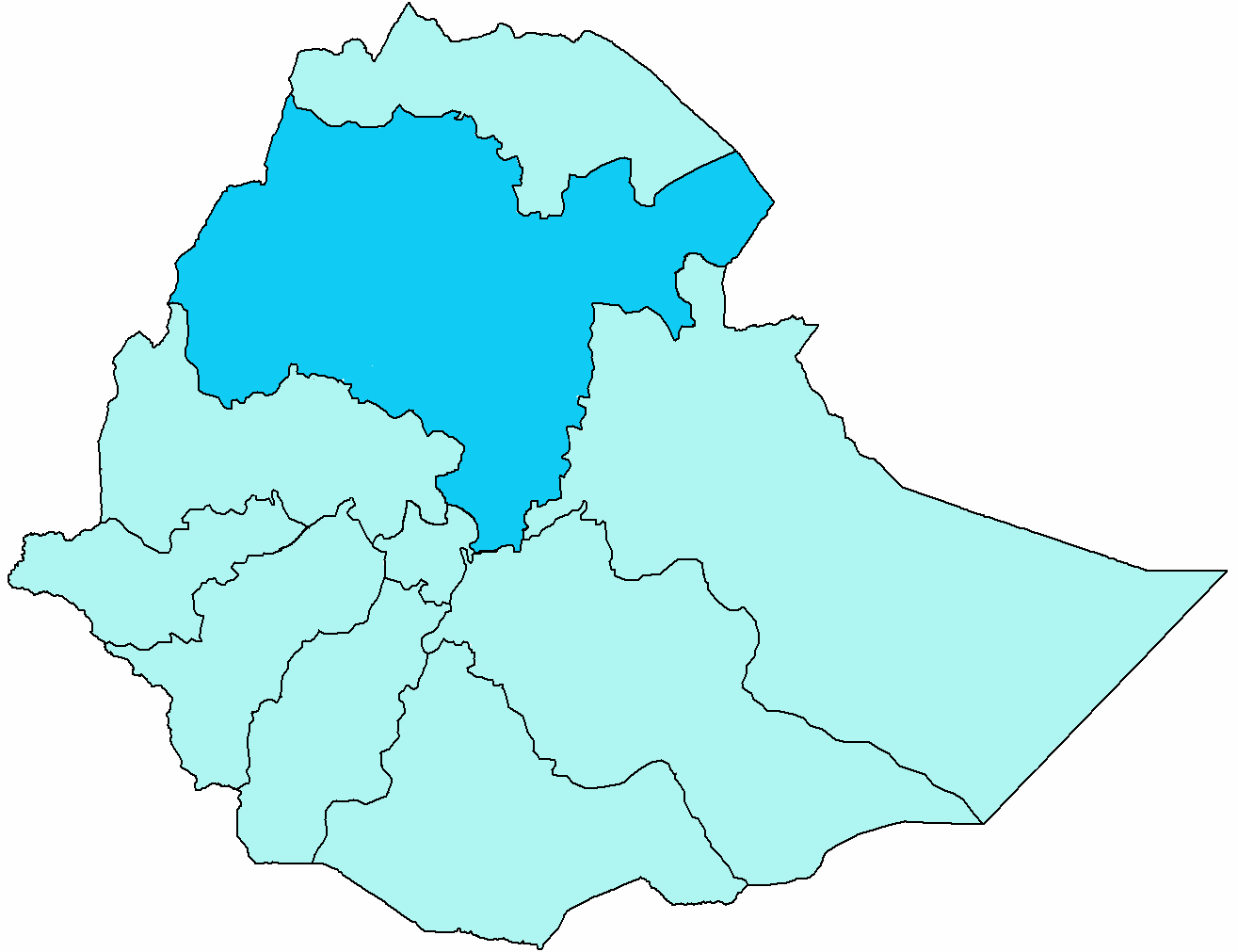
Aartseparchie Addis Abeba
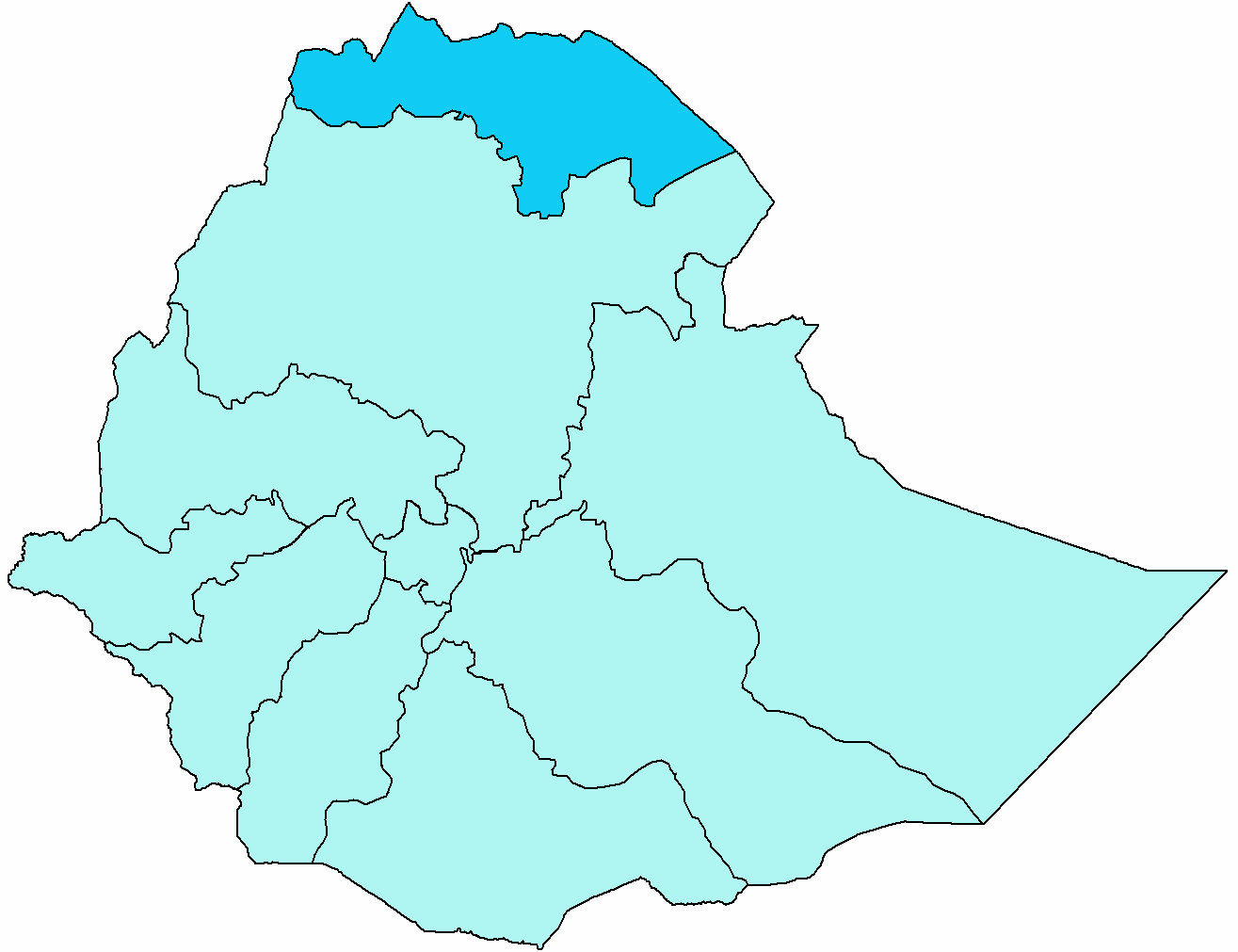
Eparchie Adigrat
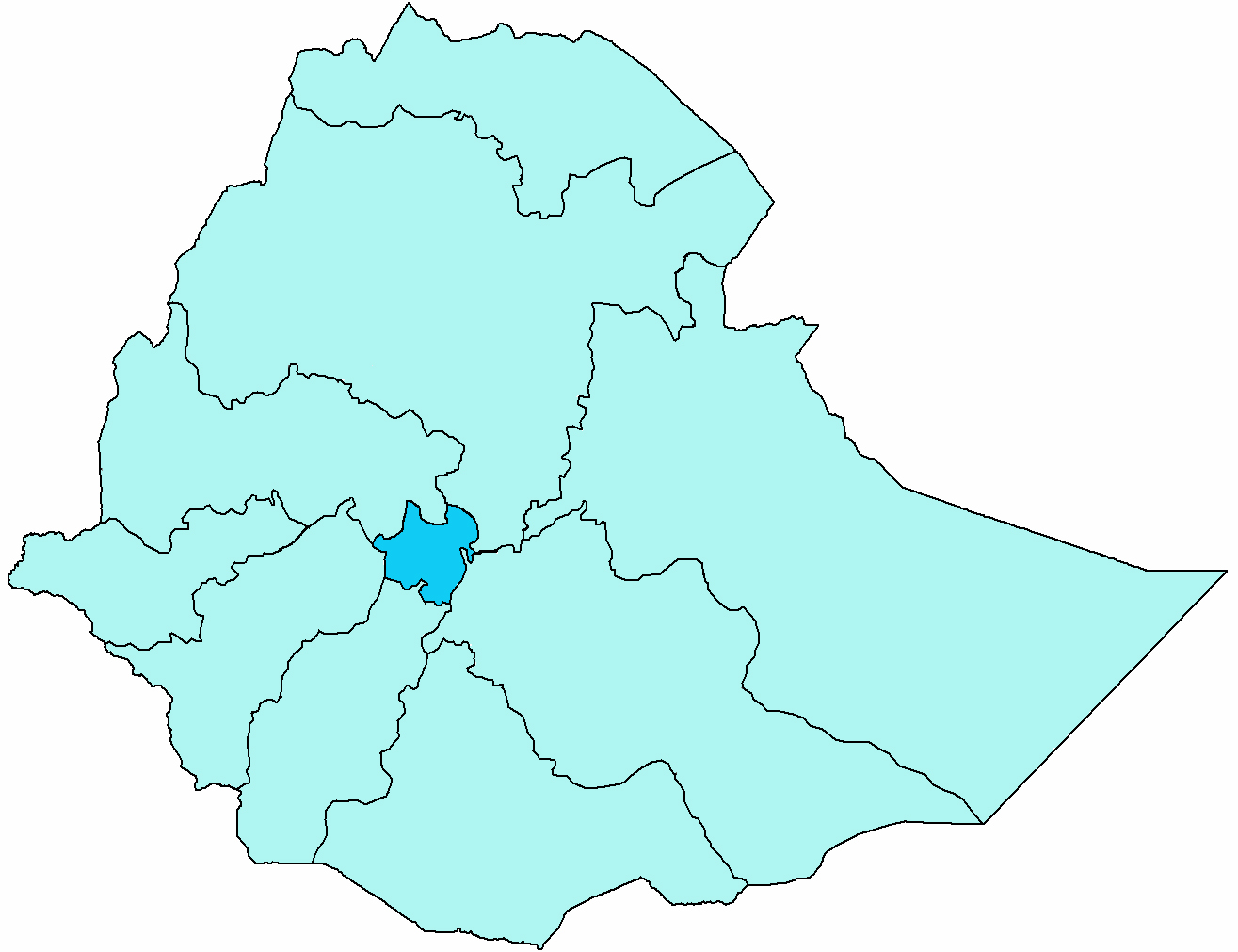
Eparchie Emdeber
Eparchie Bahir Dar-Dessie
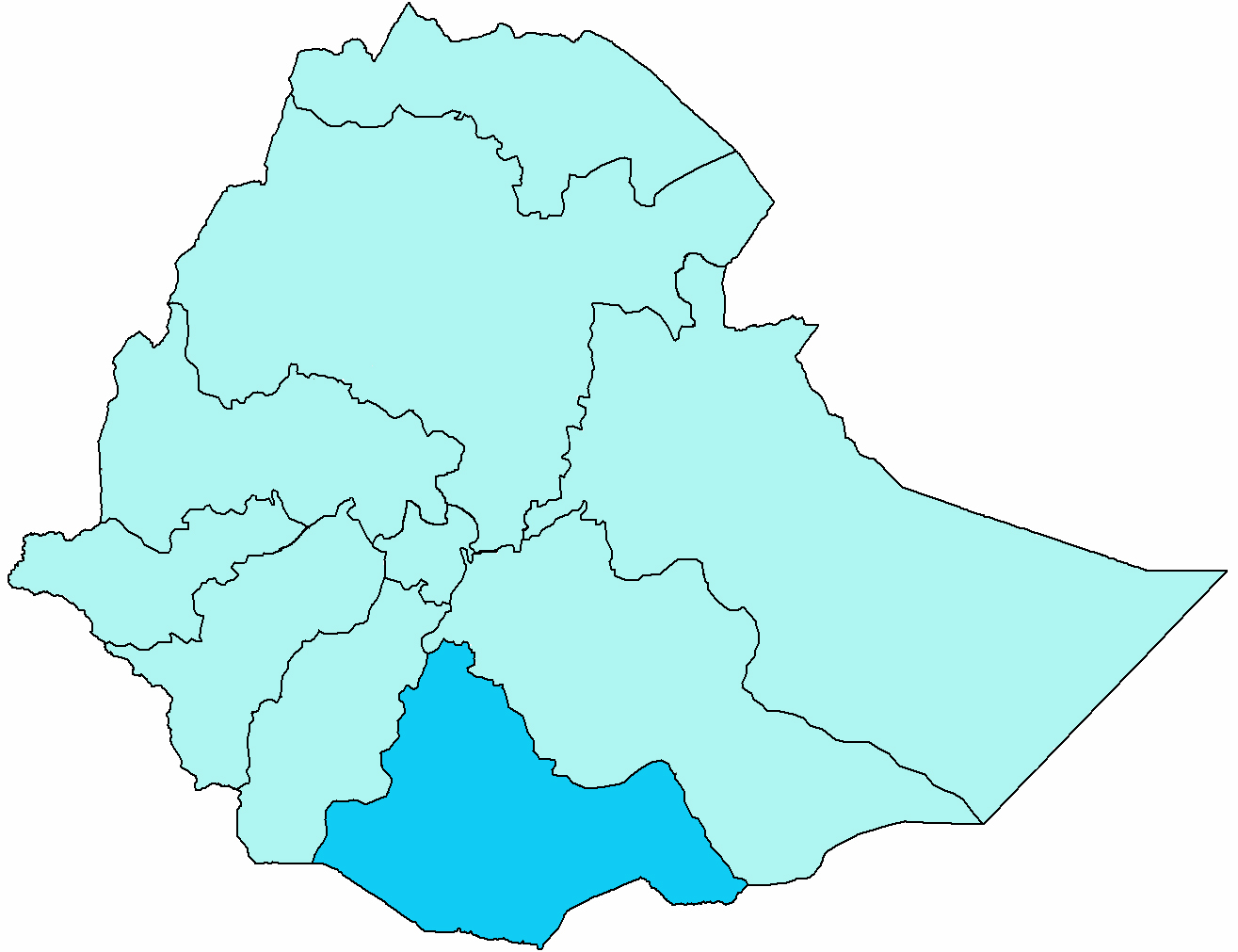
Apostolisch vicariaat Awasa
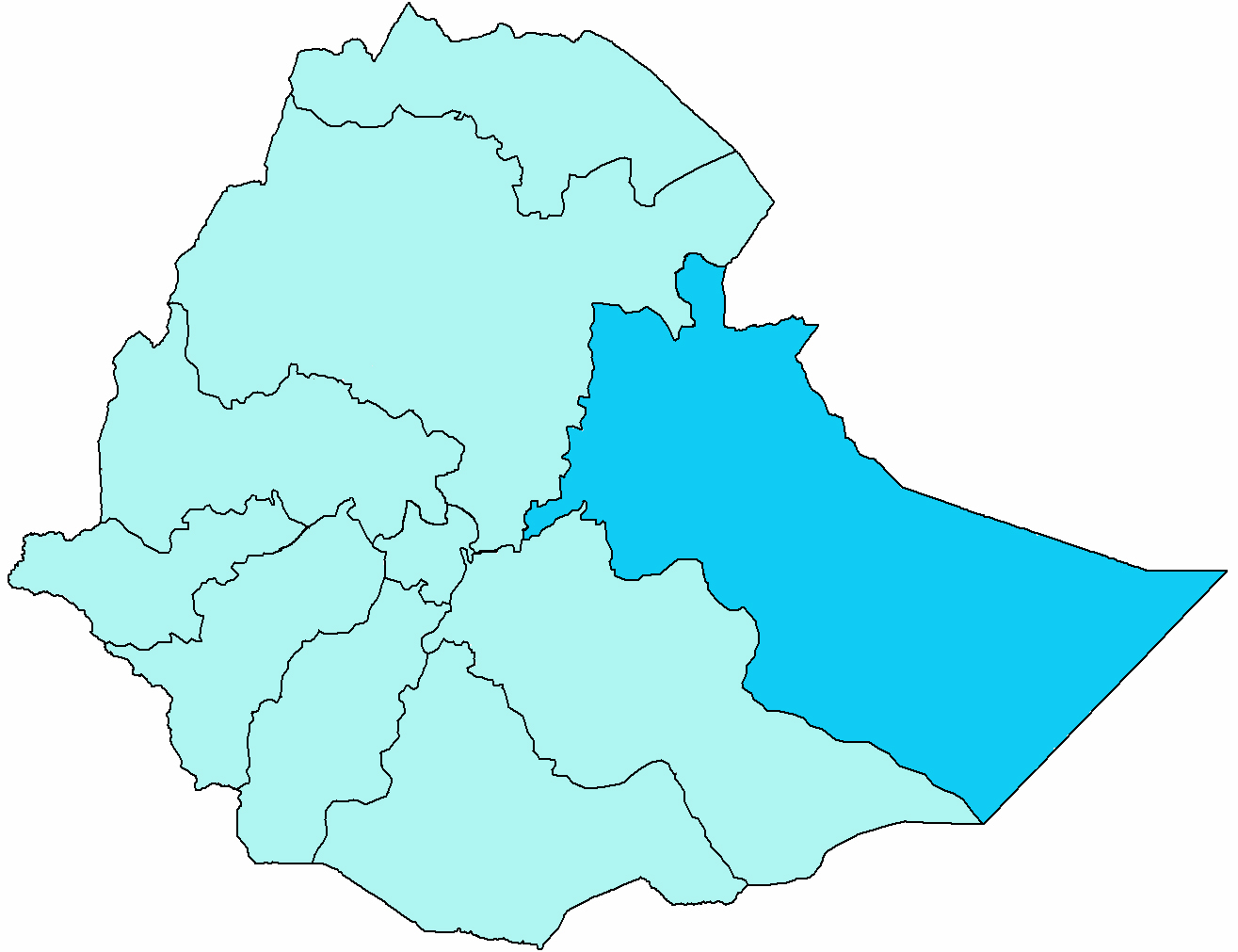
Apostolisch vicariaat Harar
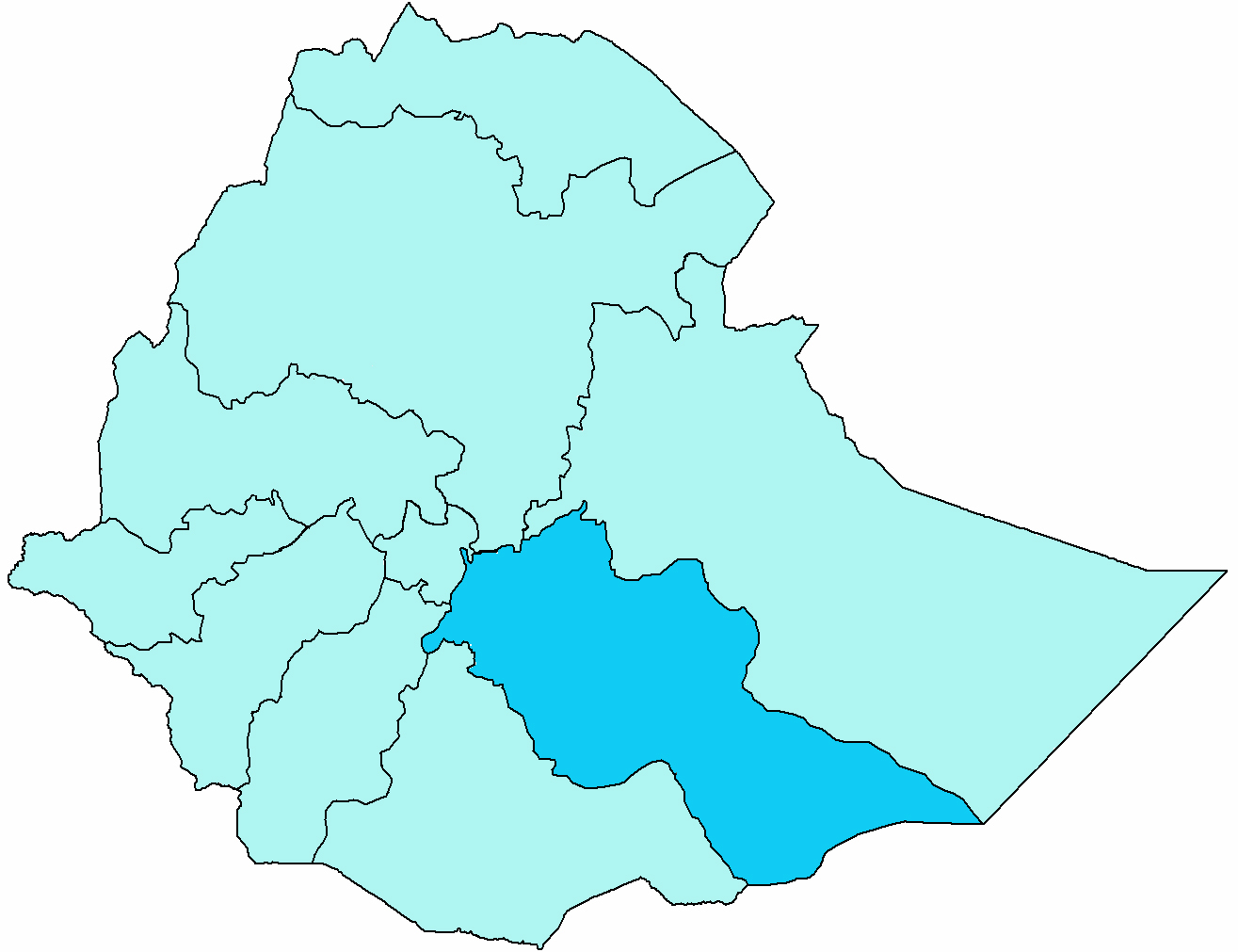
Apostolisch vicariaat Meki
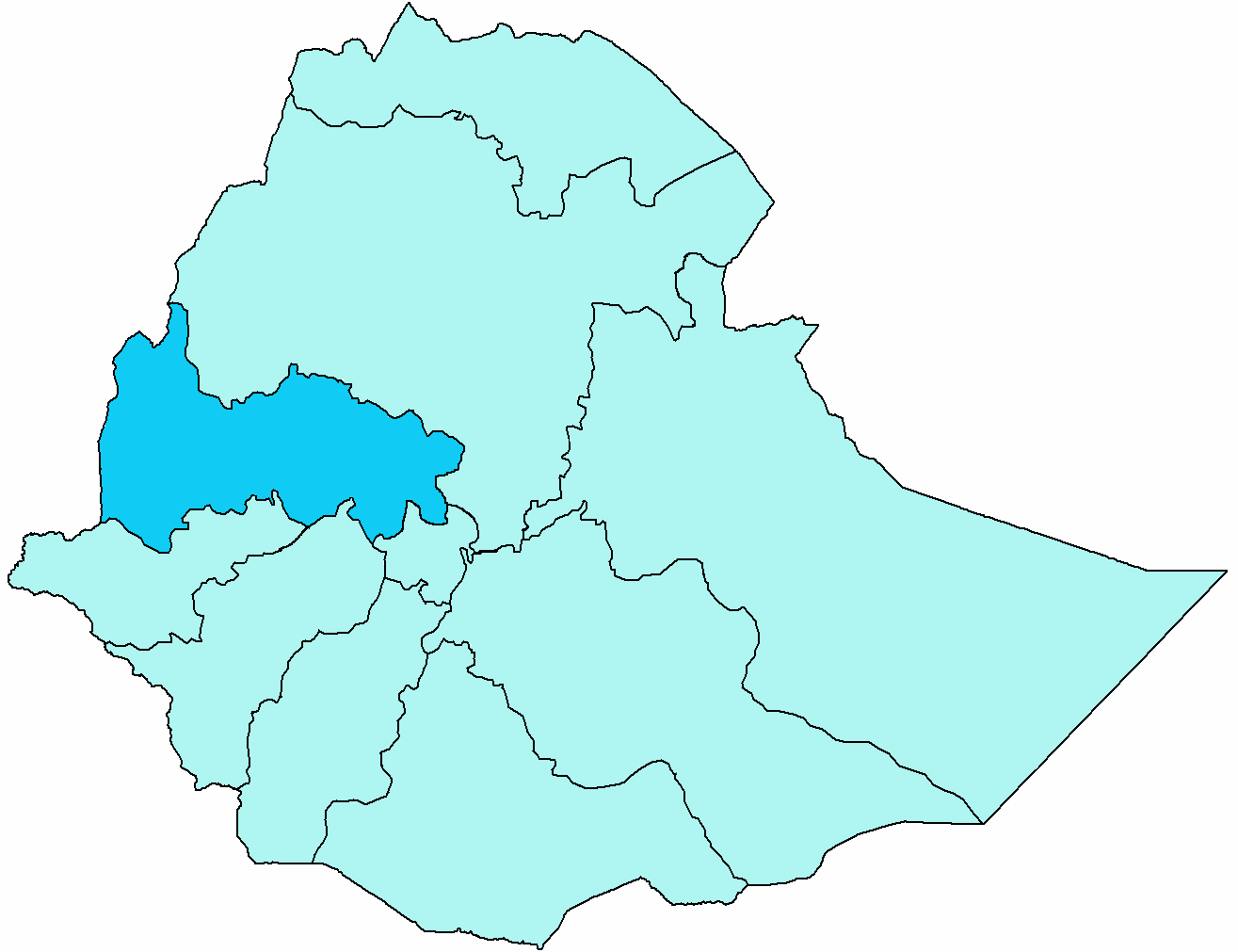
Apostolisch vicariaat Nekemte
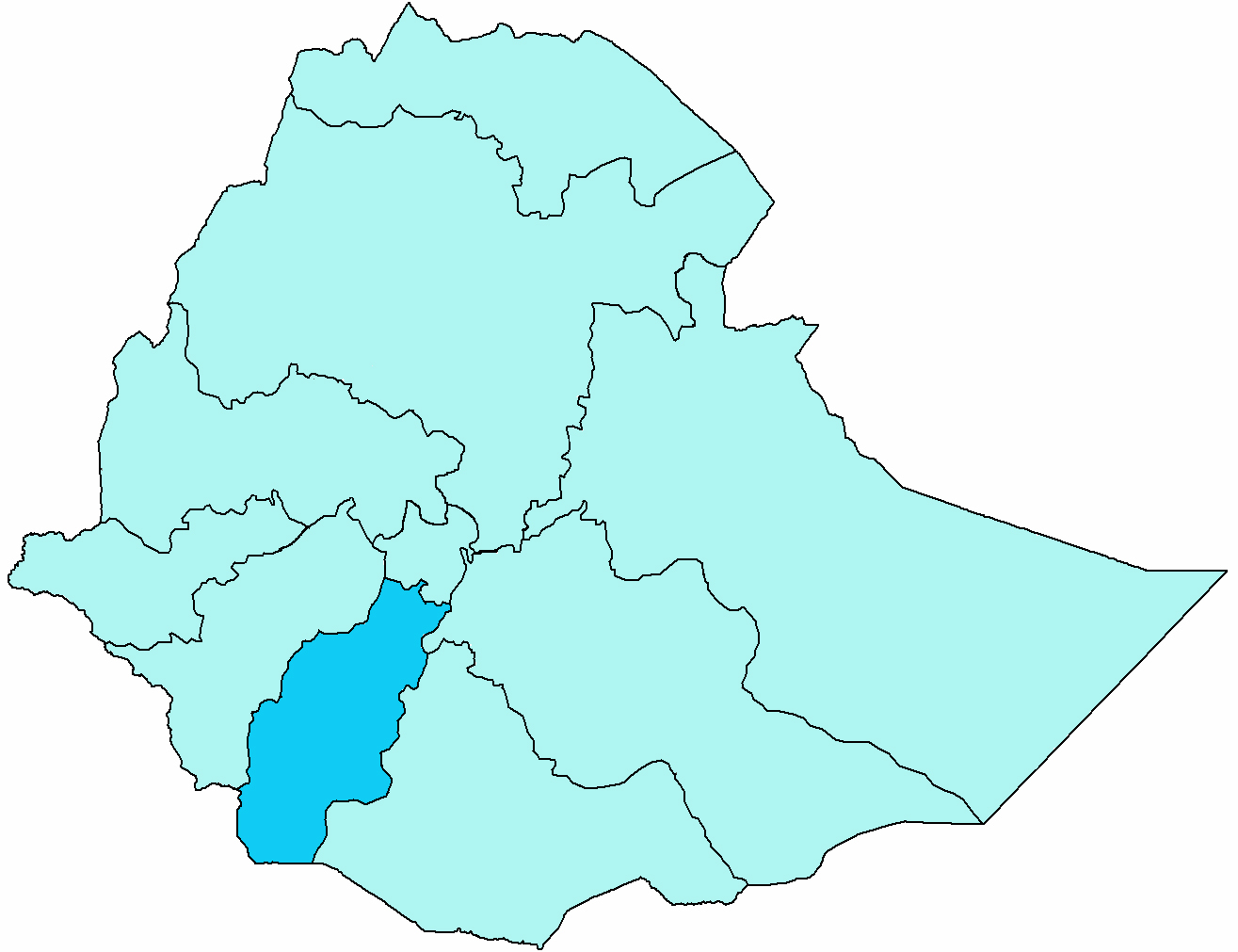
Apostolische vicariaten Sodo en Hosanna
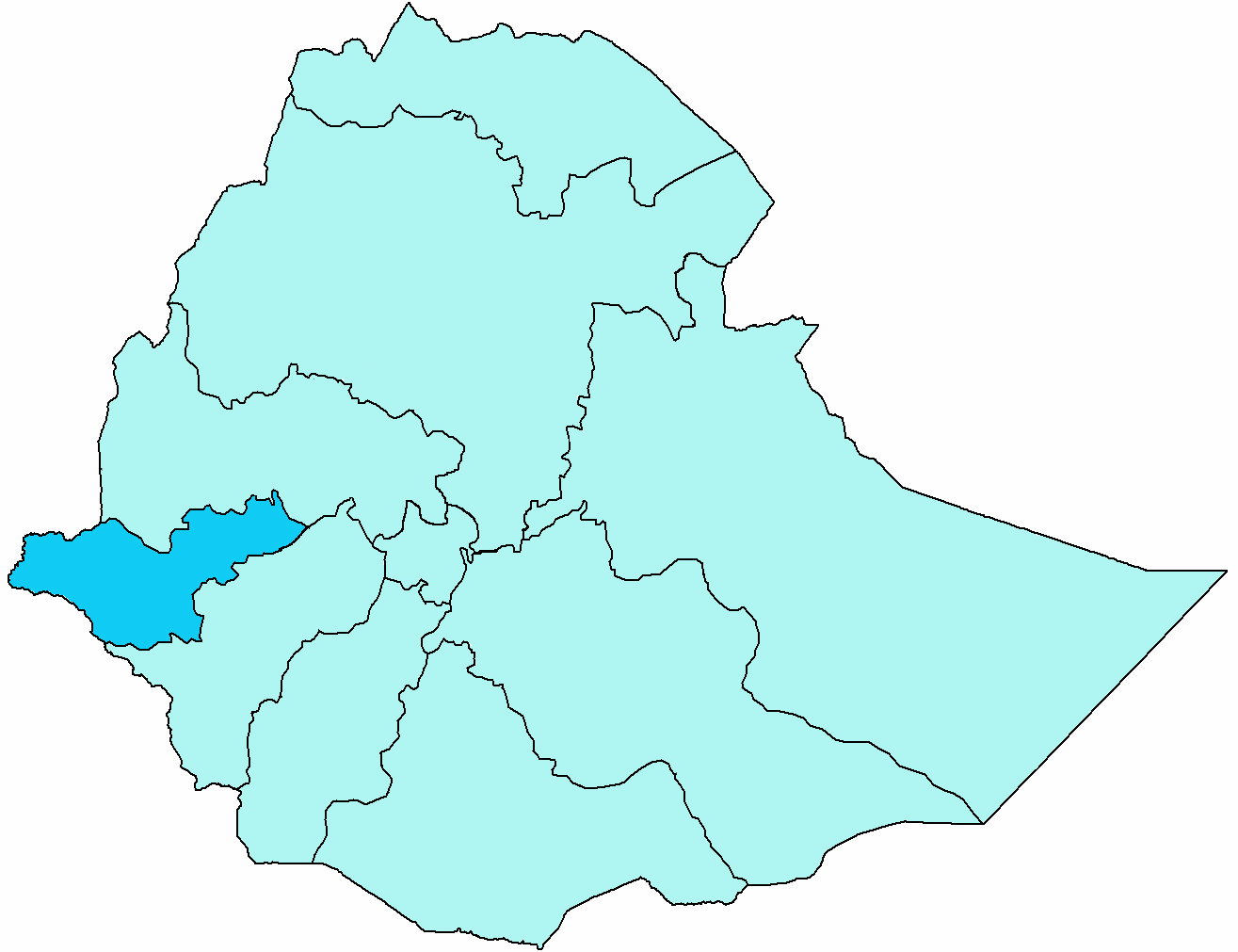
Apostolisch vicariaat Gambella
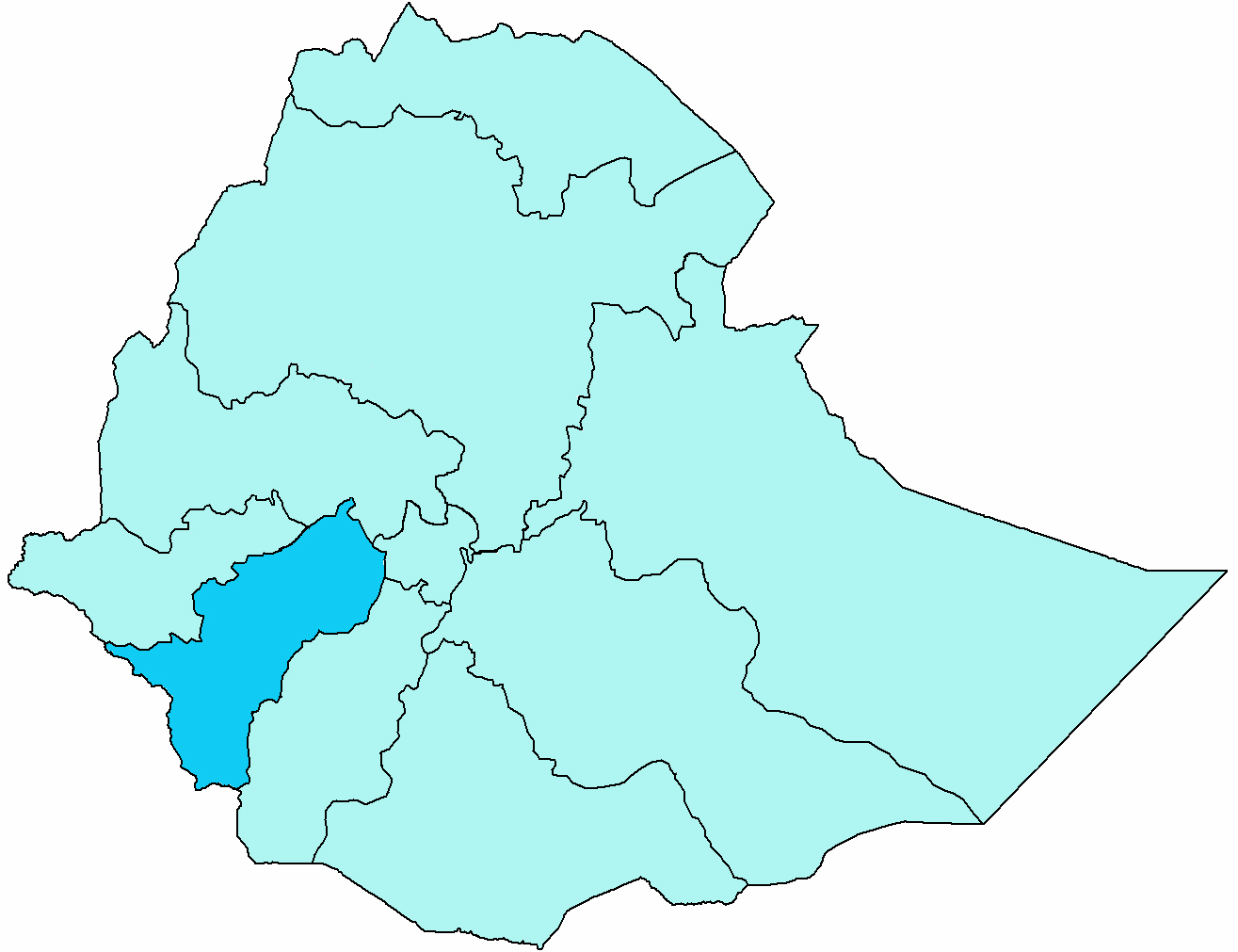
Apostolisch vicariaat Jimma–Bonga
Apostolische prefectuur Robe

## Nuntius
- Apostolisch delegaat
  - Aartsbisschop Giovanni Maria Emilio Castellani (25 maart 1937 – 13 december 1945)
- Apostolisch internuntius
  - Msgr. Joseph Francis McGeough (9 mei 1957 – 17 september 1960; later aartsbisschop)
  - Aartsbisschop Giuseppe Mojoli (27 september 1960 – 14 november 1969)
- Apostolisch nuntius
  - Aartsbisschop Paul-Marie-Maurice Perrin (16 januari 1970 – 1972)
- Apostolisch pro-nuntius
  - Aartsbisschop Ippolito Rotoli (15 november 1972 – 10 januari 1974)
  - Aartsbisschop Raymond Philip Etteldorf (26 juni 1974 – oktober 1982)
  - Aartsbisschop Thomas A. White (1 maart 1983 – 14 oktober 1989)
  - Aartsbisschop Patrick Coveney (25 januari 1990 – 1995)
- Apostolisch nuntius
  - Aartsbisschop Patrick Coveney (1995 – 27 april 1996)
  - Aartsbisschop Silvano Maria Tomasi (27 juni 1996 – 10 juni 2003)
  - Aartsbisschop Ramiro Moliner Inglés (17 januari 2004 – 26 juli 2008)
  - Aartsbisschop George Panikulam (24 oktober 2008 - 14 juni 2014)
  - Aartsbisschop Luigi Bianco (12 juli 2014 - 4 februari 2019)
  - Aartsbisschop Antoine Camilleri (31 oktober 2019 - 20 mei 2024)
  - Aartsbisschop Brian Udaigwe (12 april 2025 - heden)